# Gare des Échets
Gare des Échets vasútállomás Franciaországban, Miribel településen.

## Vasútvonalak
Az állomást az alábbi vasútvonalak érintik:
- Lyon-Saint-Clair-Bourg-en-Bresse-vasútvonal

## Kapcsolódó állomások
A vasútállomáshoz az alábbi állomások vannak a legközelebb:
- Gare de Sathonay - Rillieux
- Gare de Mionnay